# Vatica congesta
Espèce
Classification phylogénétique
Statut de conservation UICN

 EN  : En danger
 Vatica congesta est un grand arbre sempervirent endémique de Bornéo.

## Répartition
Forêts à dipterocarps du Sarawak sur une aire très restreinte.

## Préservation
Espèce en danger critique d'extinction du fait de la déforestation et de l'exploitation forestière.